# Karl Heinrich von Löwenfinck
Karl Heinrich von Löwenfinck (* 1718 in Großenhain; † unbekannt) war ein deutscher Porzellanmaler. Er war der mittlere der drei Löwenfinck-Brüder.

## Leben
Karl Heinrich wurde 1718 in Großenhain geboren. Sein Geburtsjahr lässt sich aus den Angaben im Betriebsarchiv der Meißner Porzellanmanufaktur, wo er für das Jahr 1730 als 12-jähriger Malerlehrling geführt wird, errechnen – in Kirchenbüchern ist er nicht nachzuweisen. Seine Eltern sind Heinrich Wilhelm von Löwenfinck, ein unvermögender Offizier in sächsischen Diensten und dessen Frau Anna Magdalene, geb. Sachse.
Wie schon sein älterer Bruder Adam Friedrich von Löwenfinck wurde auch Karl als Lehrling in der Meißner Porzellanmanufaktur angenommen. 1731 wurden ihm 3 Taler und 2 Groschen Monatslohn, davon 1 Taler als so genannter Feierabendlohn, bescheinigt, und in der Personalliste vom 12. Juni 1731 wird er als „Mahler-Geselle“ zwar bezeichnet, findet sich aber dort an achter Stelle im Verzeichnis der Lehrlinge.
Im September 1734 verließ er ohne Erlaubnis noch vor Beendigung der Lehrzeit die Manufaktur und ging zum Militär nach Dresden. Ein Auslieferungsangebot lehnte die Manufaktur jedoch ab; zwar sei Löwenfincken „(...) als ein noch stehender Lehrling kürzlich auff- und davon gegangen (...)“ habe aber vorher immer schon gesagt, „(...) daß er lieber mit dem Degen, als dem Pinsel sein Glück in der Welt machen wolte (...)“ und von daher befürchtete man, er könne auch noch seine beiden Brüder zur Flucht bewegen.
1738 hatte Karl Heinrich es zum Unteroffizier gebracht und desertierte vom Militär. Sein sich daran anschließender Aufenthaltsort ist nicht gekannt. Spätestens ab 1741 war er bei seinem Bruder Adam Friedrich in Fulda, wo er vom 15. Oktober 1741 bis zum 31. März 1743 als Maler („Schmeltz-Maler“) in der Fuldaer Fayence-Manufaktur geführt wurde. Danach verliert sich seine Spur, Sterbeort und Jahr sind nicht bekannt.